# Tomotaka Fukagawa
Tomotaka Fukagawa (深川 友貴?, Fukagawa Tomotaka; Hokkaidō, 24 luglio 1972) è un ex calciatore giapponese, di ruolo attaccante.